# 新発田市立歴史図書館
新発田市立歴史図書館（しばたしりつれきしとしょかん）は、新潟県新発田市の図書館。旧新発田市立図書館の施設（1984年建築）を改装して2018年（平成30年）7月にオープンした。

## 概要
坪川洹平の寄贈を受けて1929年（昭和4年）開館し、1984年（昭和59年）移転新築した新発田市立図書館であるが、資料の増加により収容しきれない状態となっていた。そこで2016年（平成28年）駅前に新設した「イクネスしばた」に中央図書館としての機能が移転されたことを受け、既存施設を活用した新たな歴史図書館として整備されたのが当館である。
閲覧室のほか、展示室や特別収蔵庫を備える。

## 立地
新発田城三の丸跡の公共施設が集積するエリアに立地しており、新発田市民文化会館や蕗谷虹児記念館が隣接している。向かいには元々新発田市役所本庁舎があったが、2017年「ヨリネスしばた」に移転した。
- あやめバス・新潟交通観光バス 「新発田郵便局前」バス停より徒歩約3分